# 维霍夫斯凯
49°43′31″N 30°42′39″E / 49.72528°N 30.71083°E
维霍夫斯凯（烏克蘭語：Виговське），2024年9月前名为佩爾紹特拉夫內韋（烏克蘭語：Першотравневе），是位於烏克蘭北部的村莊，由基辅州白采爾克瓦區的羅基特內市鎮負責管轄。該村始建於1992年，面積3平方公里，2001年人口254，人口密度每平方公里84.7人。
2024年9月19日，乌克兰最高拉达将此村的名字改为维霍夫斯凯。